# Église Notre-Dame de Malnoue
Pour les articles homonymes, voir Église Notre-Dame.
L'église Notre-Dame est un édifice religieux catholique situé rue de l'Ancien-Monastère à Émerainville (Seine-et-Marne), en France,.

## Histoire
Bâtie sur le site d'une abbaye de Bénédictines fondée au XIIe siècle, elle est mentionnée en 1129. Elle fut consacrée à Notre-Dame et Saint-Erasme, et d'abord nommée Notre-Dame de Footel (de abbatia Footellum) ou Notre-Dame du Bois, puis Malnoue à partir de 1460.

## Description
Elle est construite selon un plan cruciforme avec une nef unique, un transept saillant et achevé par un chœur à chevet plat.